# Barry Lancet
Barry Lancet, né en Californie, est un écrivain américain, auteur de roman policier.

## Biographie
Barry Lancet vit pendant plus de vingt-cinq années au Japon, surtout à Tokyo, où il travaille dans une maison d'édition japonaise. Il parvient ainsi à une connaissance très poussée de la société et de la civilisation nippones.
En 2013, il publie son premier roman, Japantown, avec lequel il est lauréat du prix Barry 2014 du meilleur premier roman. Ce titre met en scène Jim Brodie, copropriétaire bilingue de Brodie Investigations, une agence de détectives fondée par son père à Tokyo, et exploitant d'une galerie d'art et d'antiquités japonaises à San Francisco en Californie.

## Œuvre

### Romans

#### SérieJim Brodie
- Japantown (2013) Publié en français sous le titre Japantown, Paris, Bragelonne, coll. « Thriller », 2014  (ISBN 978-2-35294-802-5)
- Tokyo Kill (2014) Publié en français sous le titre Tokyo Kill, Paris, Bragelonne, coll. « Thriller », 2015  (ISBN 978-2-35294-841-4)
- Pacific Burn (2016)
- The Spy Across the Table (2017)

### Nouvelles
- Three-Star Sushi

## Prix et distinctions

### Prix
- Prix Barry 2014 du meilleur premier roman pour Japantown[1]

### Nominations
- Prix Shamus 2015 du meilleur roman pour Tokyo Kill[2]
- Prix Shamus 2019 de la meilleure nouvelle pour Three-Star Sushi[2]
- Prix Macavity 2019 de la meilleure nouvelle pour Three-Star Sushi[3]